# 青山禪院

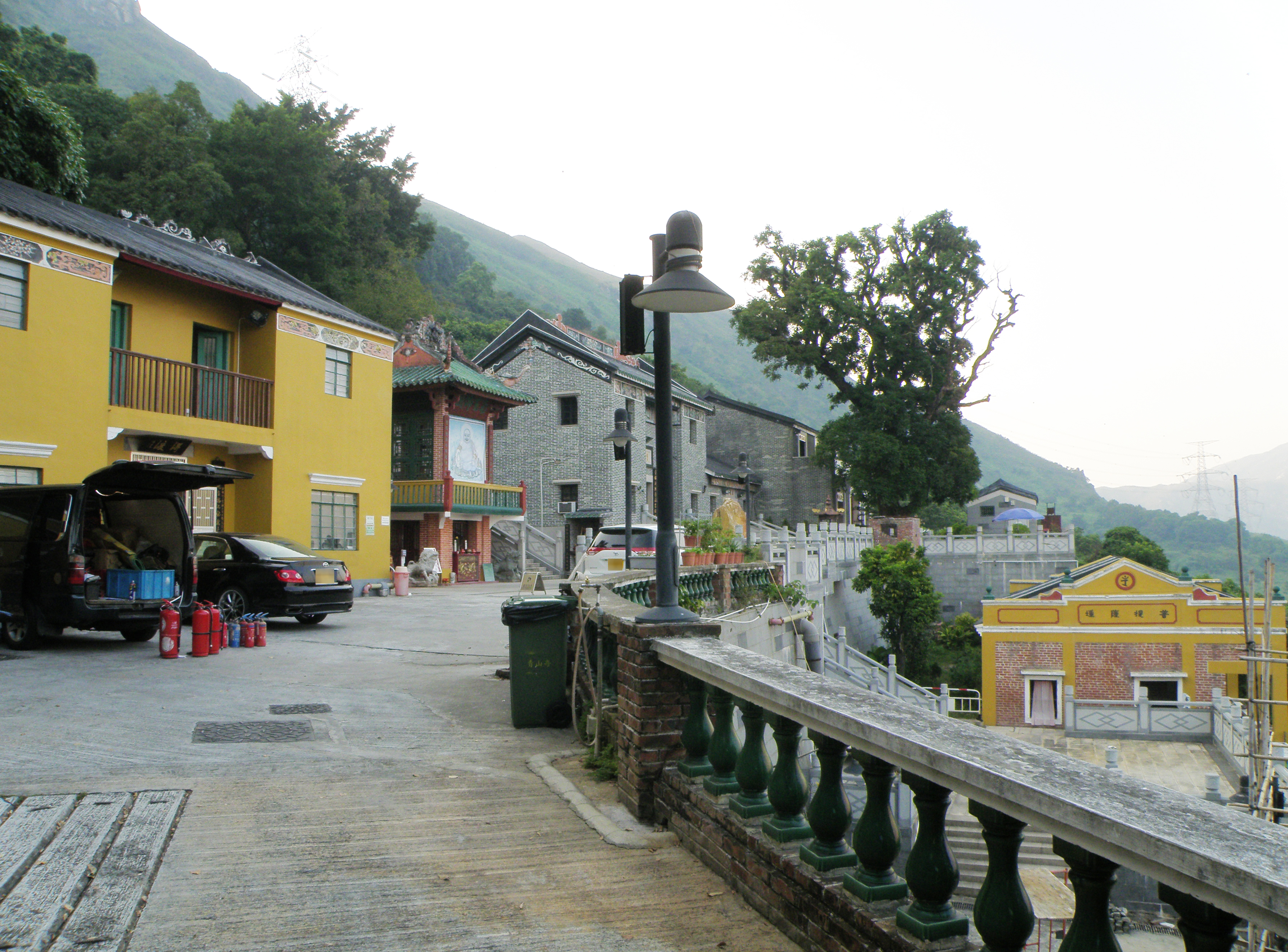
青山禪院全貌

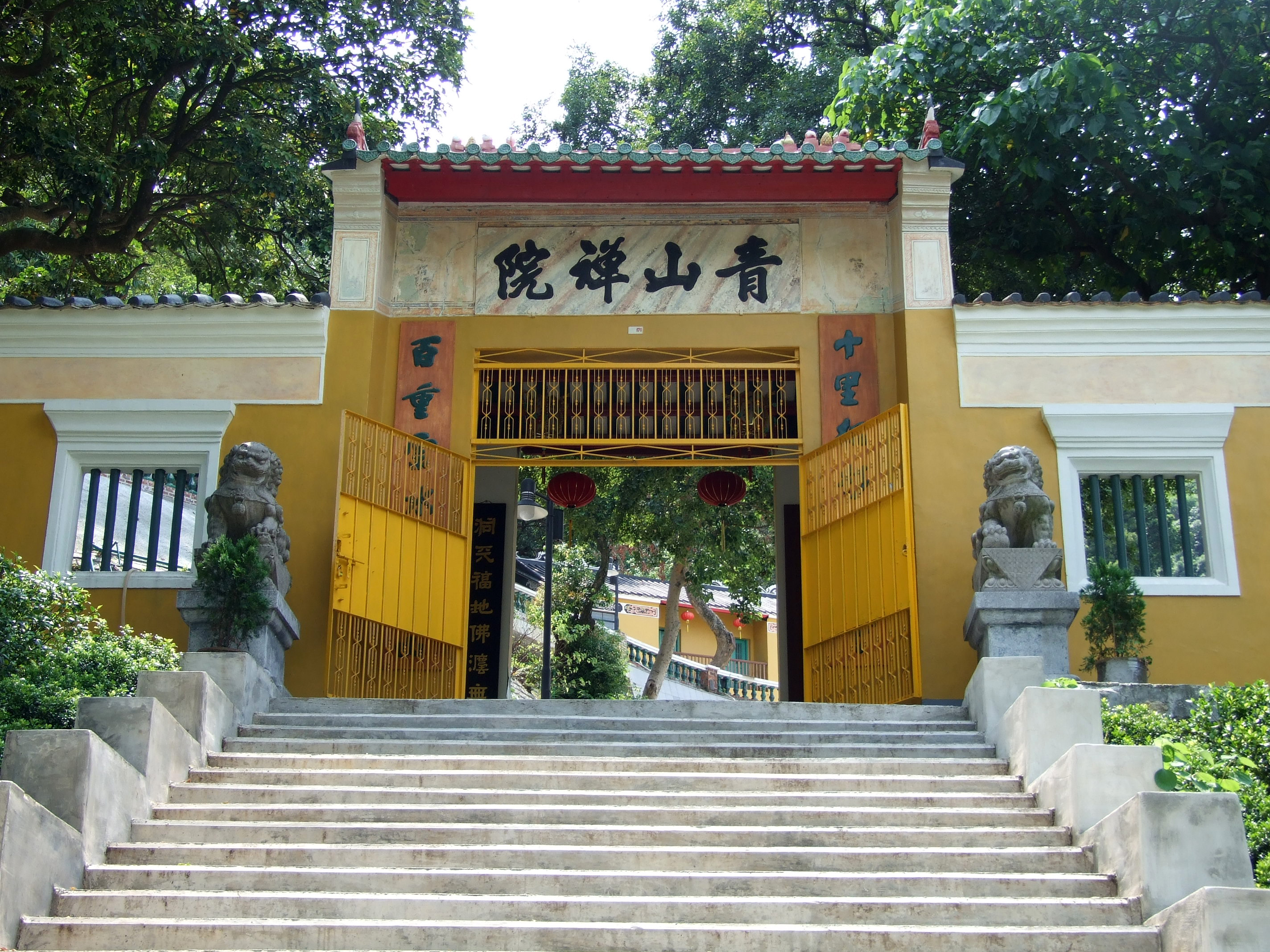
青山禪院山門

22°23′31″N 113°57′33″E / 22.3920°N 113.9593°E
青山禪院，又名青山寺（英語：Tsing Shan Monastery），位於香港新界屯門區的青山東麓，與八鄉凌雲寺及元朗靈渡寺合稱香港「三大古剎」。青山禪院的東面有青山寺徑通往屯門市區；而經寺旁的孝思徑和青山徑則可直上山頂旁的韓陵片石亭。
青山禪院於1985年整體為評為一級歷史建築，2005年當局選取了1,444幢歷史建築物，由專家小組進行深入評估，並向古物諮詢委員會提交擬定評級，供委員會考慮及審議，青山禪院內的香海名山牌樓、大雄寶殿、地藏殿、山門和護法殿維持一級歷史建築評級，而不二法門牌樓、修道者及長者宿舍、客堂、宿舍和觀音閣獲評為二級歷史建築，功德堂則獲三級歷史建築評級。

## 歷史

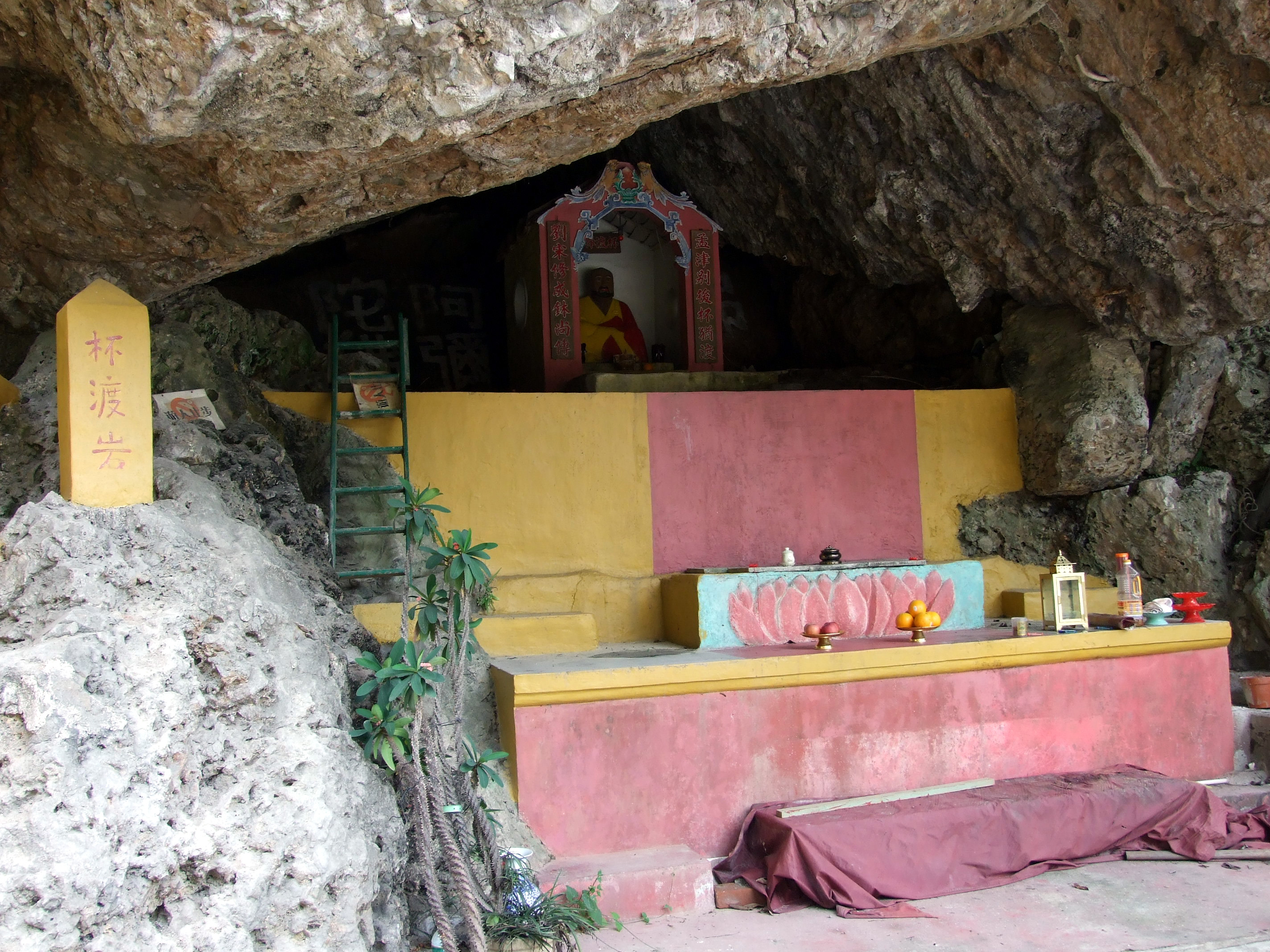
杯渡岩

青山禪院創建於一千五百年前的東晉末年，亦是「新安八景」之一的「杯渡禪蹤」所在地。自創建以來曾多次易名，包括以「普渡寺」、「斗姆宮」、「杯渡寺」、「杯渡庵」及「青雲觀」等。該寺的重建，亦與杯渡禪師有關，據中國古籍《高僧傳》所載，杯渡禪師是劉宋時期的人，相傳他喜歡坐一隻大木杯雲遊四海，故名「杯渡」。
最初的「青山禪院」，衹是一塊岩石及一間茅屋而已。「青山禪院」內，有一個「杯渡岩」，是一個大岩洞，岩洞內有一平石，是杯渡禪師最初到青山居住的地方，岩洞上的平石已建成一座小廟，廟額書「杯渡禪師」四字，這就是最初的「杯渡廟」。小寺廟旁邊，尚有一座一千年前的「杯渡」大石像。據說是由杯渡禪師的徒弟所建，並搭茅屋於岩洞前，作為寺廟。到了唐朝末年，廣東省裡的小諸侯國稱南漢，當時南漢帝於大寶12年（969年，北宋開寶二年）封「青山」為「瑞應山」，並命人雕塑杯渡禪師的神像，在山上供奉，開始建一間「杯渡寺」，這是「青山禪院」的前身。其後曾多次重建。
至1829年屯門陶氏族人在「杯渡岩」附近興建青雲觀。自1914年青雲觀委任陳春亭為主持後，本信奉先天道的陳春亭開始收購附近土地及準備擴展道觀，在1918年，陳春亭中途歸依佛教，遠赴寧波禮天台宗諦閒法師座下出家，受三壇大戒，法號顯奇，將原有的擴展道觀計劃終止，轉移在青雲觀旁興建佛寺，青山禪院建築工程到1930年才告完成。青山禪院與凌雲寺及寶蓮寺，共約三年一度輪流傳戒，三寺法師（青山寺顯奇法師、寶蓮寺筏可老和尚和凌雲寺妙參法師）確立「三山開戒」模式。

## 建築

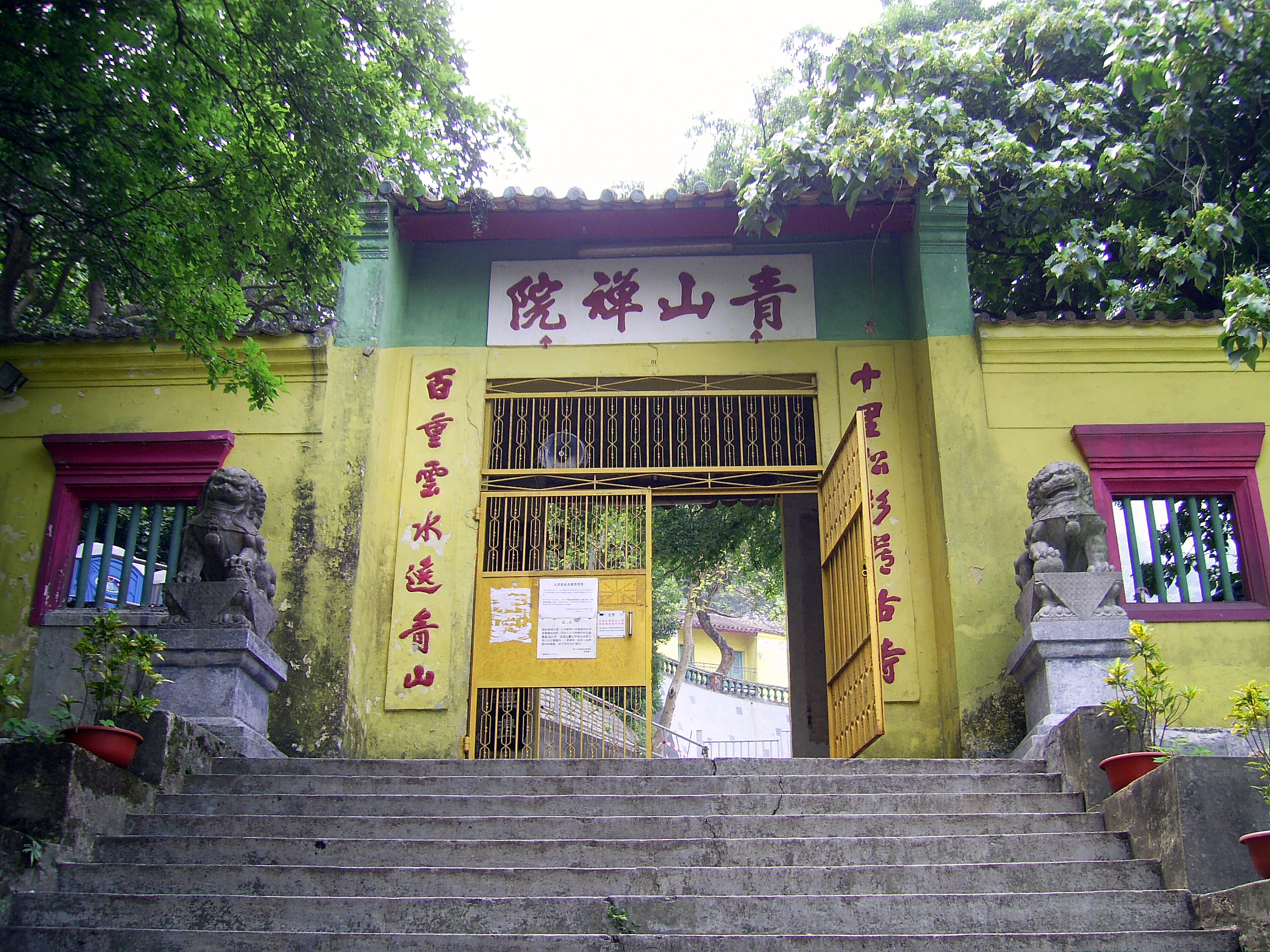
青山禪院翻新前的山門

青山禪院是由多組建築物構成，群集於583米高的青山東面山麓上。大致包括三組建築群：
入院處牌樓上有「香海名山」四字，另一面「回頭是岸」；山門門額「青山禪院」，寺門兩旁有對聯：「十里松杉藏古寺，百重雲水繞青山」。
首組建築群包括「菩提薩埵殿」，內分陰老太爺殿，中間為地藏殿，最後為報恩堂；「宿舍」現作為藏書之地方；主殿「大雄寶殿」為寺院的中心，殿內主壇上供奉三尊佛像：釋迦牟尼佛像、「阿彌陀佛」像及「藥師佛」像，它的屋頂上有「二龍爭珠」及「鯉魚戲水」的雕塑；大雄寶殿前方為樓高兩層的「護法殿」，牆上漆有彌勒佛像，上層供奉韋陀大將軍，下層放置「龍骨」，屋脊上有亮麗的石灣陶瓷塑像，而在四個向上翹的角上，置放了用灰塑造的鳳凰；「大雄寶殿」旁為「功德堂」即祖堂，主要供奉歷代住持、法師等神位；「功德堂」前為「客堂」，乃接待各方善信的地方；「客堂」旁為「膳堂」，其側有「達摩像」。
第二組建築群包括已倒塌的「方丈室」；「淨土何須掃 空門不用關」對聯石柱原位「護法殿」前，現重置於「不二法門」前方空園地；「不二法門」原為「藏經閣」，現時只剩下正面的牌樓，正面寫上「杯渡遺蹟」，背面寫上「不二法門」；「杯渡岩」又稱「瑞應岩」，相傳是杯渡禪師曾在此岩洞生活，側有刻上「高山第一」四字的石碑；其旁有三層「時輪金剛佛塔」；「觀音閣」於1947年重建，內有「包公巖」及「月下老人祠」，主室供奉著千手觀音，側室供奉了坐蓮觀音。
第三組也是位處最高的建築群，只有單一的「居士林」，又稱「定厂」，是供居士靈修之地。

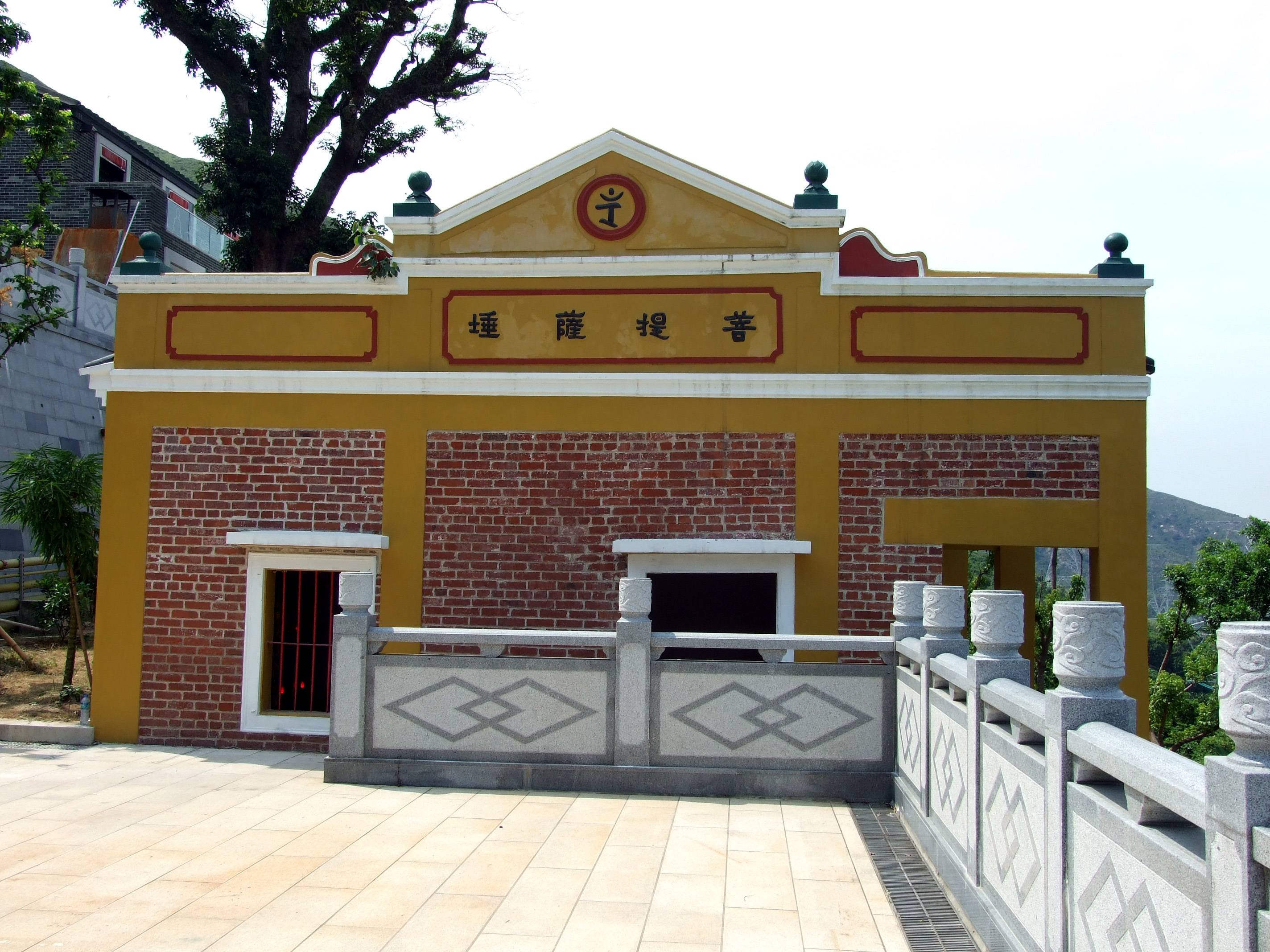
菩提薩埵殿
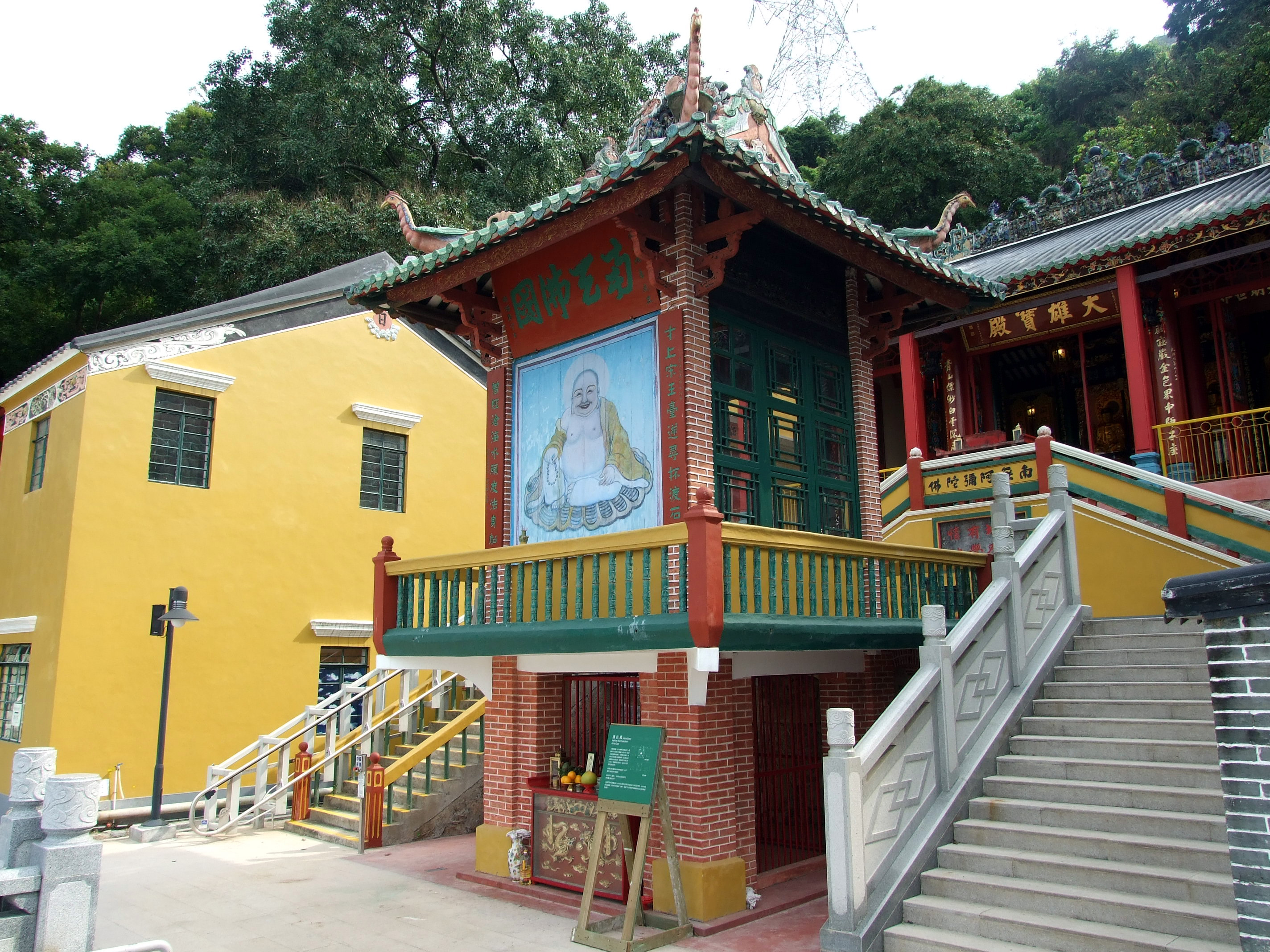
大雄寶殿及護法殿
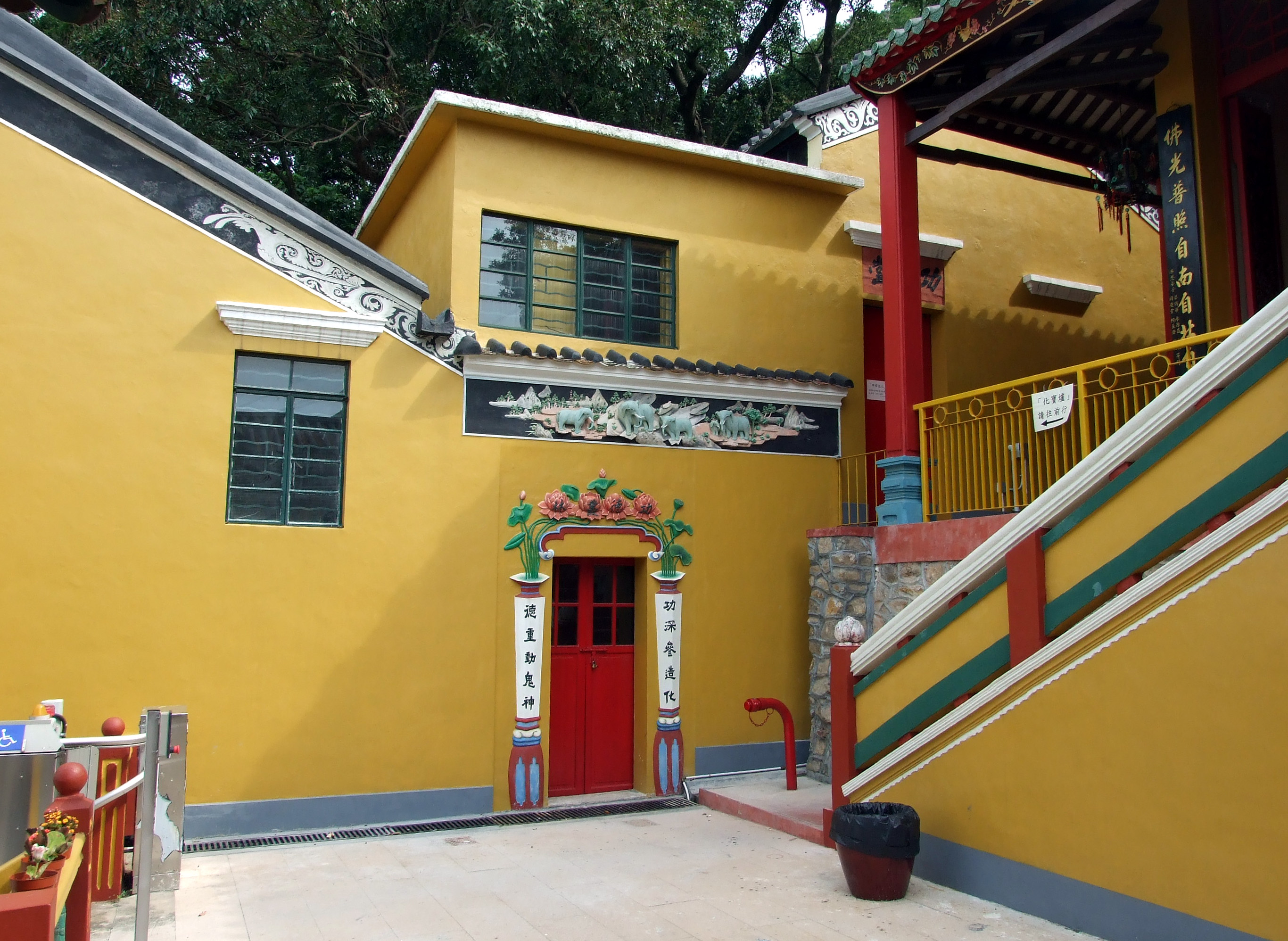
功德堂
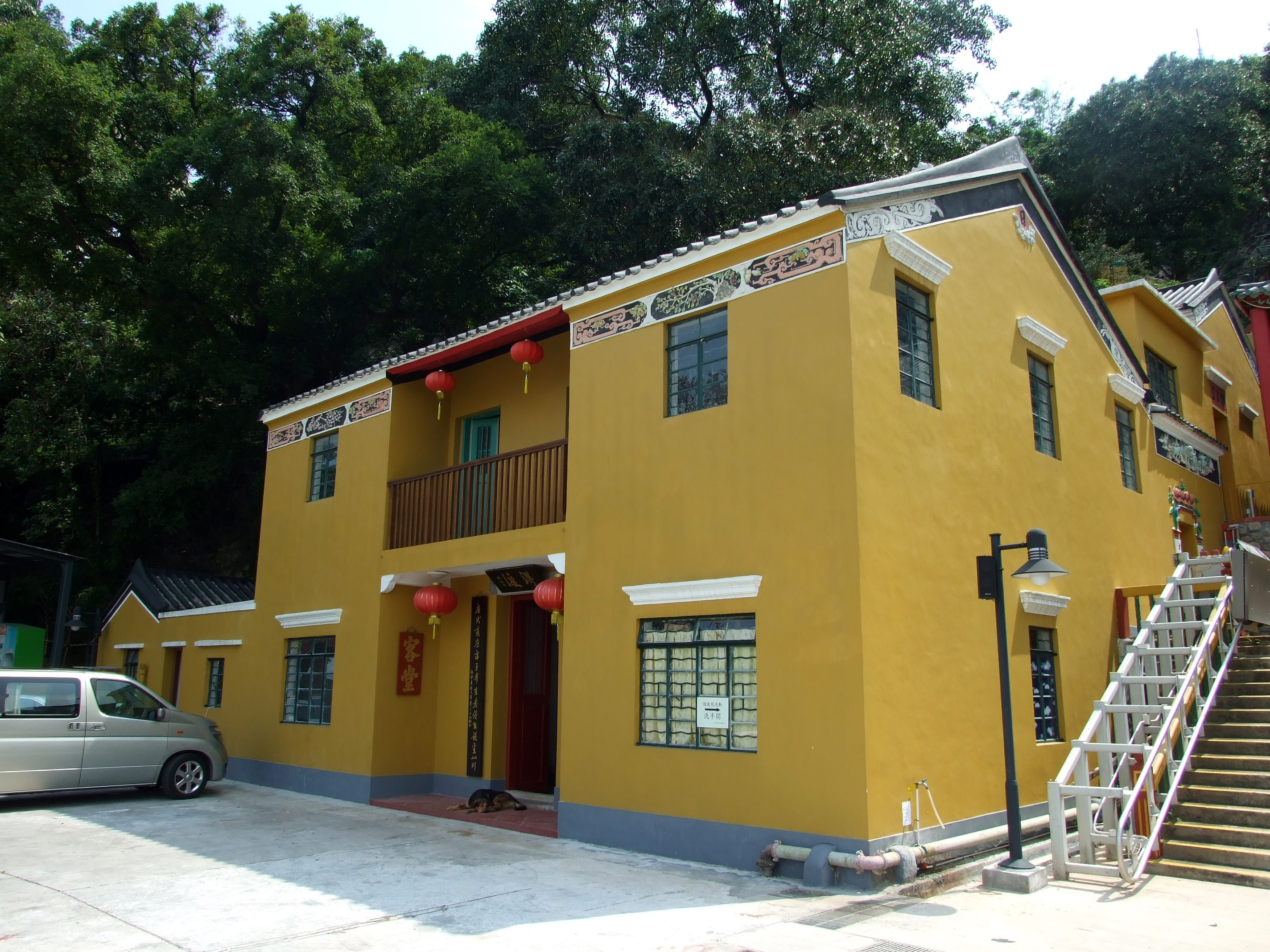
客堂
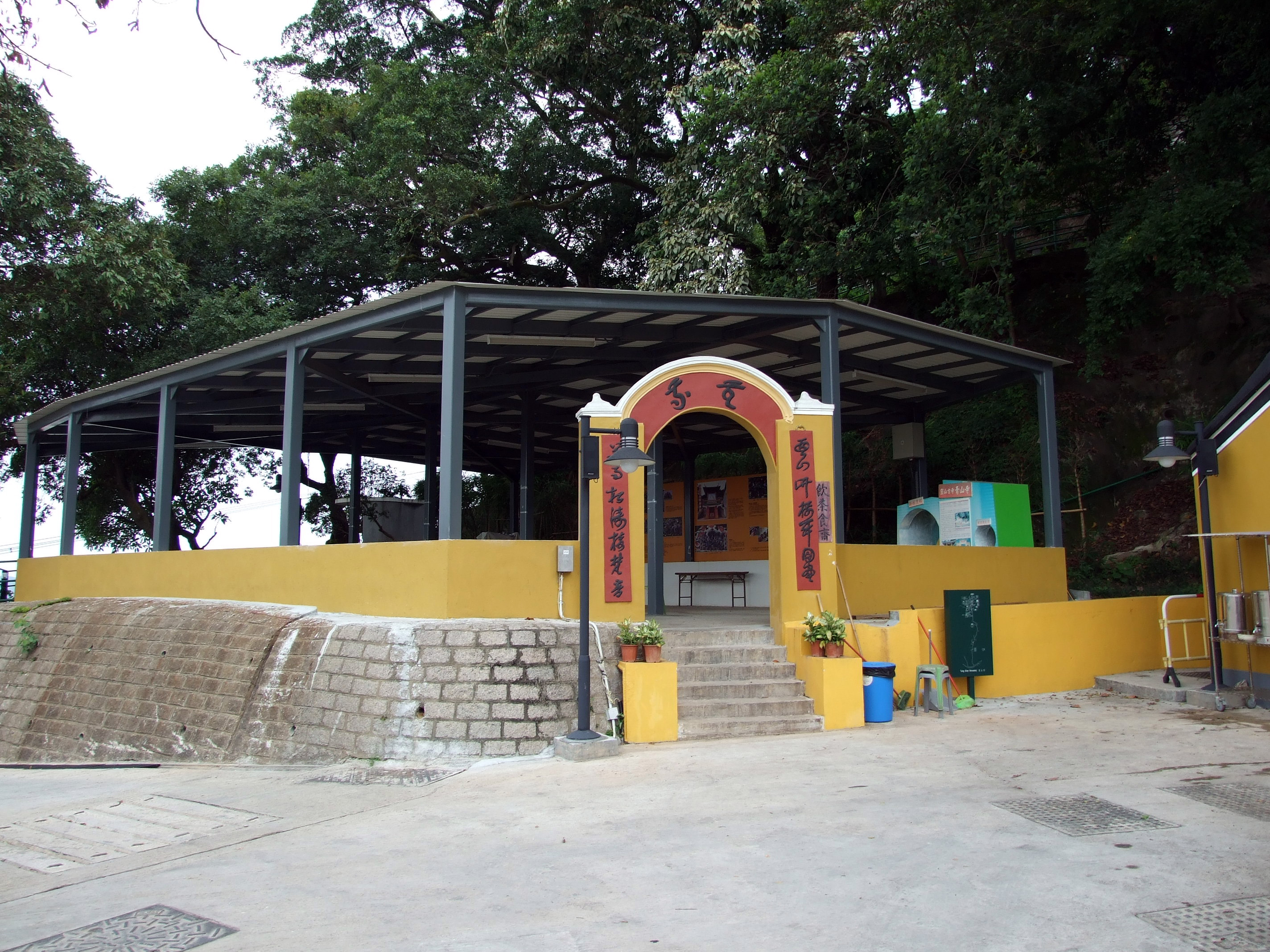
膳堂

## 組織架構
青山禪院創院主持顯奇法師於1932年圓寂以後，青山禪院與青雲觀的管理權發生糾紛。直至1998年香港高等法院宣判業權及管理權，按高等法院在2002年5月23日的判令，青山寺為一公眾寺院，並成立「青山寺慈善信託理事會」以信託形式管理青山寺（不包括青雲觀）及其相關財產，理事會合共14名成員，主要為香港政府委任之社會知名人士，包括屯門民政專員、屯門鄉事會主席、青雲觀之3位代表及青山寺的住持。理事會於2003年12月成立秘書處，協助處理青山寺的事務，並於2004年9月10日正式接管青山寺。秘書處位於新界屯門良田村97號。

### 理事會成員（2011/12）
| 主 席： - 鄧楊詠曼 女士 副 主 席： - 龐創 先生 義務秘書： - 周錦祥 先生 義務司庫： - 鄭桂鴻 先生 | 理 事： - 何君堯 先生 - 吳志榮 先生 - 何德心 先生 - 張國財 先生 - 陶煥林 先生 - 陶滿權 先生 - 陶錫源 先生 | - 黃健榮 先生 - 劉皇發 議員 - 釋智德 法師 |

## 復修工程
青山寺慈善信託理事會在2003年9月10日正式接管青山禪院後，隨即進行緊急維修工程及歷史考察，並著手進行大型的復修工程。2004年首先委任「KCL Fi-Sec, Ltd.」進行「青山寺古物古蹟研究報告」，按不同建築物的歷史價值、破損程度等，確定寺內各建築及物品的歷史價值；2005年委任「ECA建築師事務所有限公司」為工程顧問；2006年為復修工程進行招標工作；復修工程於2007年動工，整項工程約需一年多完成。
2009年9月，青山寺進行復修動土儀式，工程需要12個月完成，整項工程約需3,000萬元。2012年3月第一期復修工程完成，主要復修大雄寶殿、護法殿、居士林及杯渡岩等，青山寺慈善信託理事會向聯合國教科文組織遞交申請，競逐亞太區文物古蹟保護獎，而第二期復修工程，將修復觀音閣及美化園藝。

## 青山十景

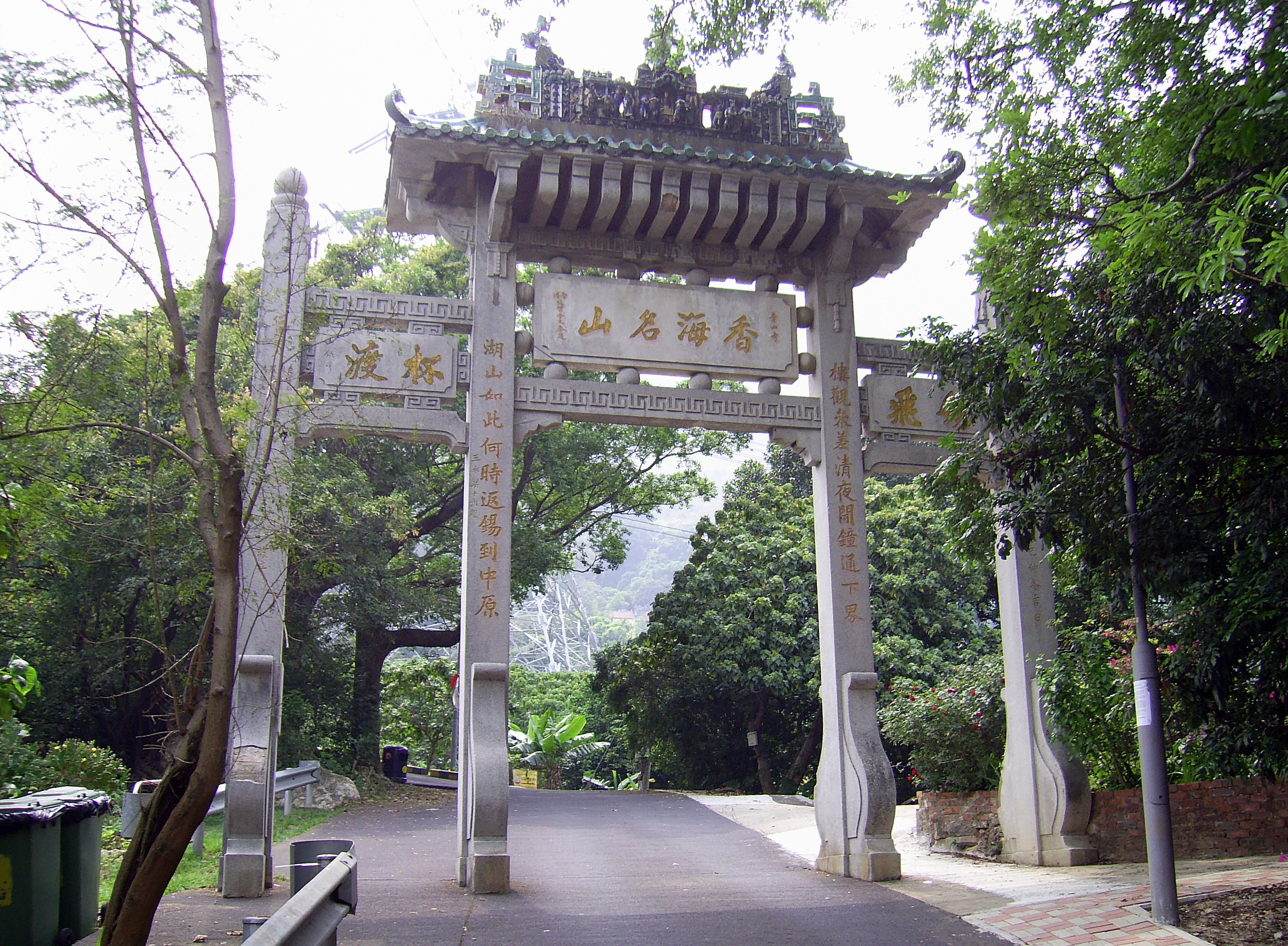
香海名山牌坊

「青山十景」裡的「挹曉亭」、「香海名山牌坊」、「魚骨墦」、「青雲觀」、「杯渡像」、「龍骨巖」、「高山第一」、「韓陵片石亭」、「和合山門」、「一線天」及「物轉星移」，如今只餘半數尚有蹟可尋：
- 「挹曉亭」處於青山腳下，於公元1932年建造，亭內有石椅石檯供觀光客休憩，亭旁有碑記。
- 離「挹曉亭」不遠，有一座雄偉的石牌坊，於公元1929年建造，上書：「香海名山」，為前香港總督金文泰爵士所題，書法雄勁有力。牌坊內匾上書：「回頭是岸」，由六榕寺高僧鐵禪法師所書。牌坊有外聯一副及內聯兩副，分別是外聯「樓觀參差，清夜聞鐘通下界；湖山如此，何時返錫到中原」，為北洋政府要員梁士詒所題。內聯「遵海而來，杯渡情依中國土；高山仰止，韓公名重異邦人」與「岸泊屯門，幸我輩附韓子題名，卜異記山河並壽；亭觀海月，歎此地無坡公遊蹟，問何年笠履重來」，分別由前清遺老陳伯陶和伍銓萃所題[6]。
- 青山頂峰上，刻有「高山第一」的石碑，據考証為宋徽宗時代，居住在新界錦田的鄧符協先生游覽青山時，仿摹著名中國文學名家韓愈的字體刻寫。「高山第一」的刻石可惜因年代久遠，風雨侵蝕，已告殘缺，直到民國初年才有人將之拓印重刻於杯度岩旁。碑後刻有韓愈的五言律詩4句：「兩巖雖云牢，木石互飛發。屯門雖云高，亦映波濤沒。」後人建有6柱六角亭，名「韓陵片石亭」，亭的北位附有「青山碑記」。
- 「香海名山」牌坊不遠處有一個「魚骨墦」，於公元1921年建造。惟今墳碑崩爛，原為青山一景蕩然無存。
- 經過禪院山門，拾級而上，「護法殿」屹立眼前。「護法殿」下有一「和合山門」，傳說會自動朝開暮合云云。後人認為自動開合之說可能源自它的門聯「淨土何須掃，空門不用關」。
- 「大雄寶殿」後有小路通「荷花溪」。溪畔有一「龍骨巖」，巖內原放有龍骨化石一塊，傳說是史前恐龍化石。此恐龍化石現置於「護法殿」下，建有鐵籠保護，觀光客喜歡以硬幣投擲它來祈求好運。
- 「大雄寶殿」後有石級登山，可到「杯渡巖」一睹杯渡禪師像及「高山第一」碑。
- 而「杯渡巖」與「觀音閣」之間，有兩塊天然岩石，彼此的頂端，互相交接，而非合攏；從下而上望，可見一線寬廣的天空。這星青山第十景，也是唯一天然景觀。「杯渡巖」前的曠地供奉一座宏偉的四面佛雕像。

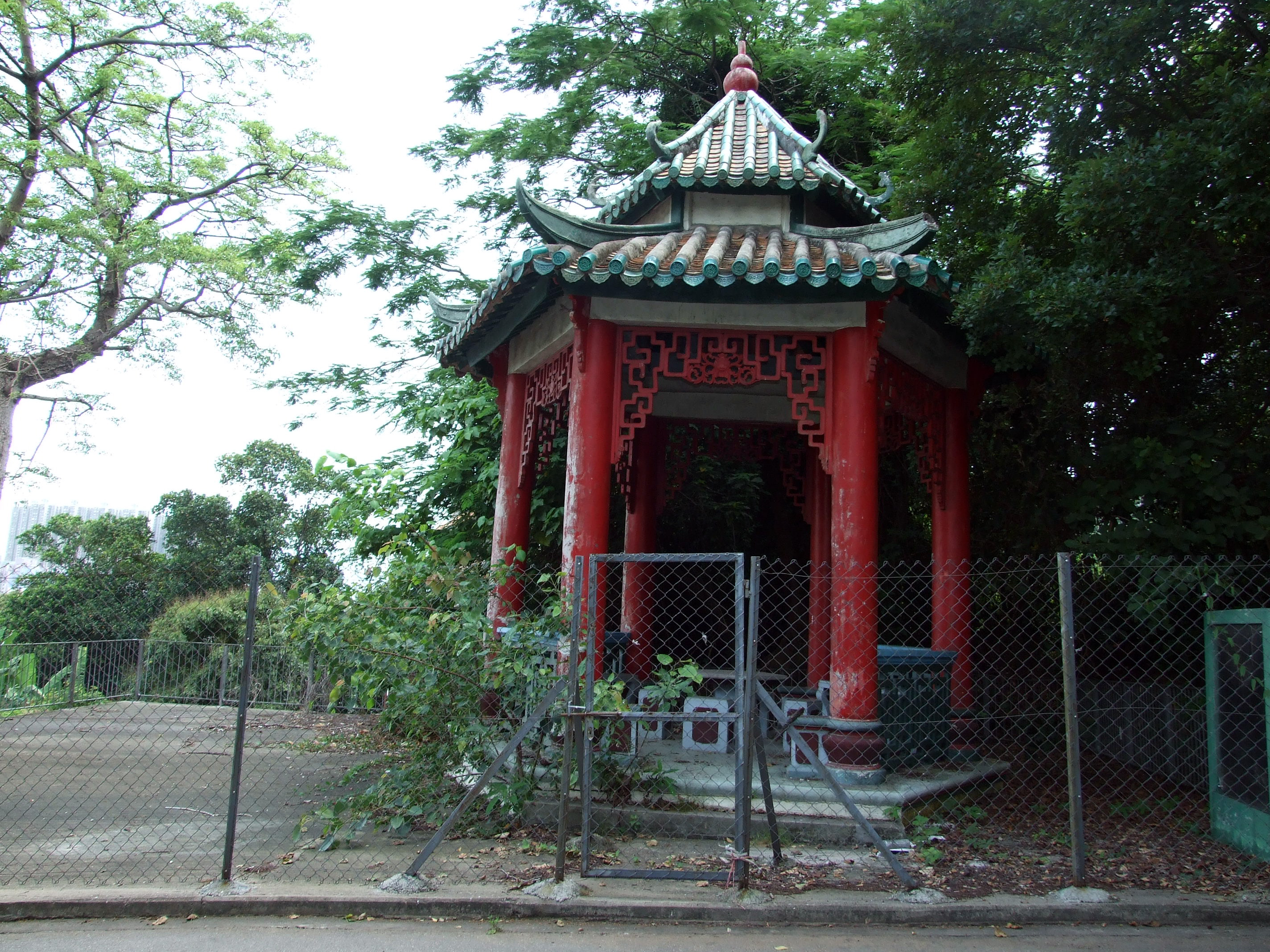
挹曉亭
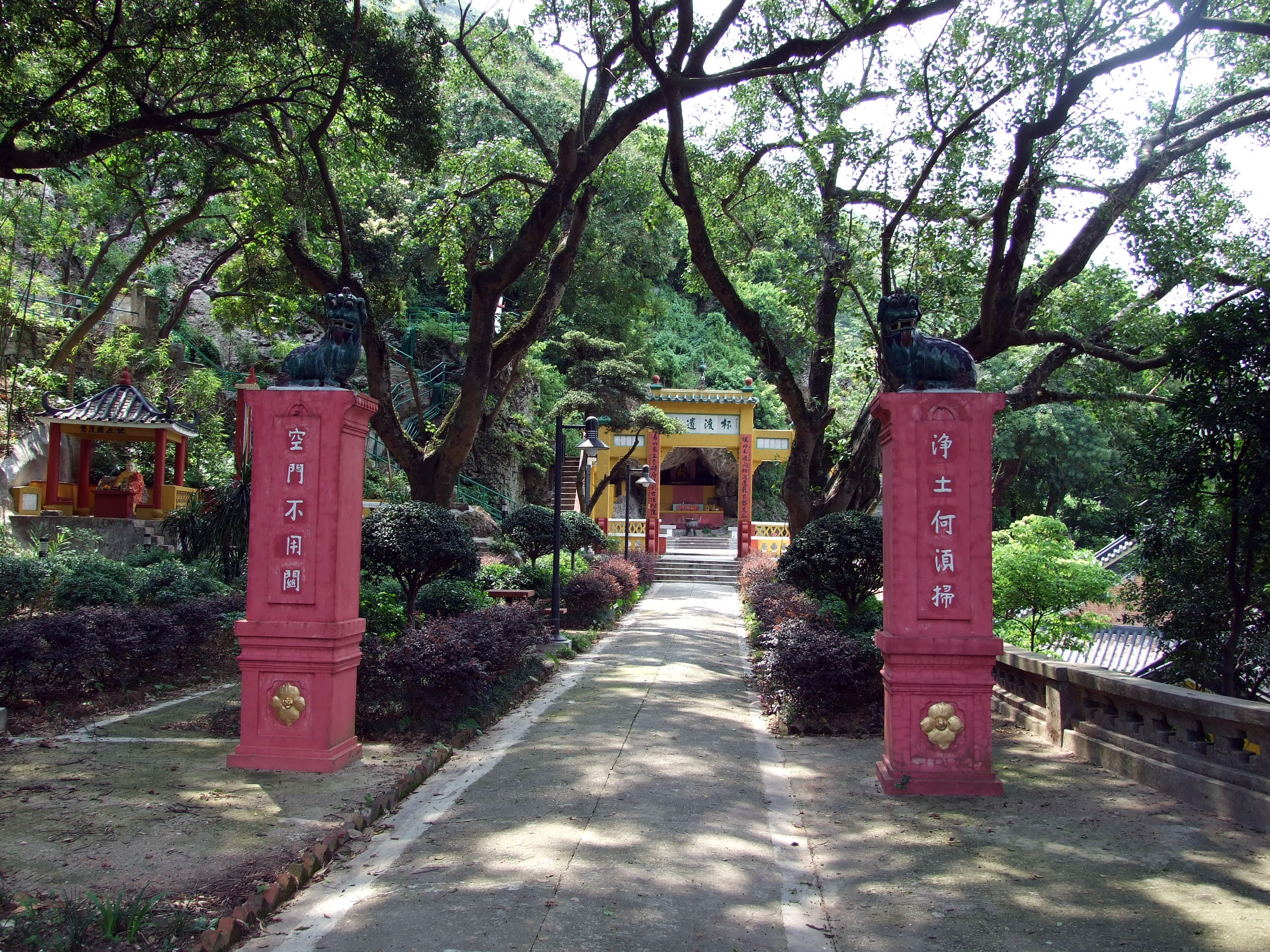
和合山門
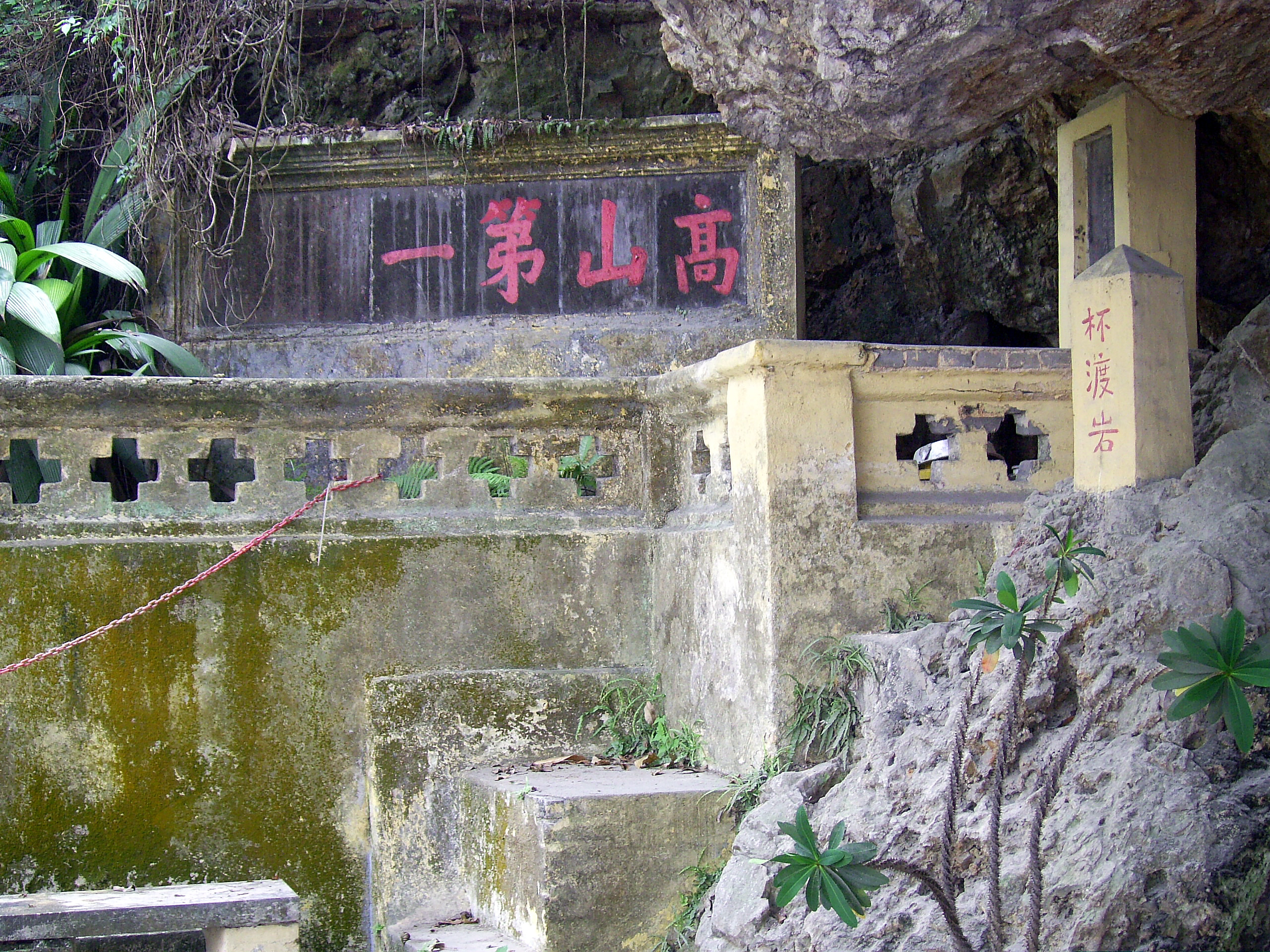
高山第一
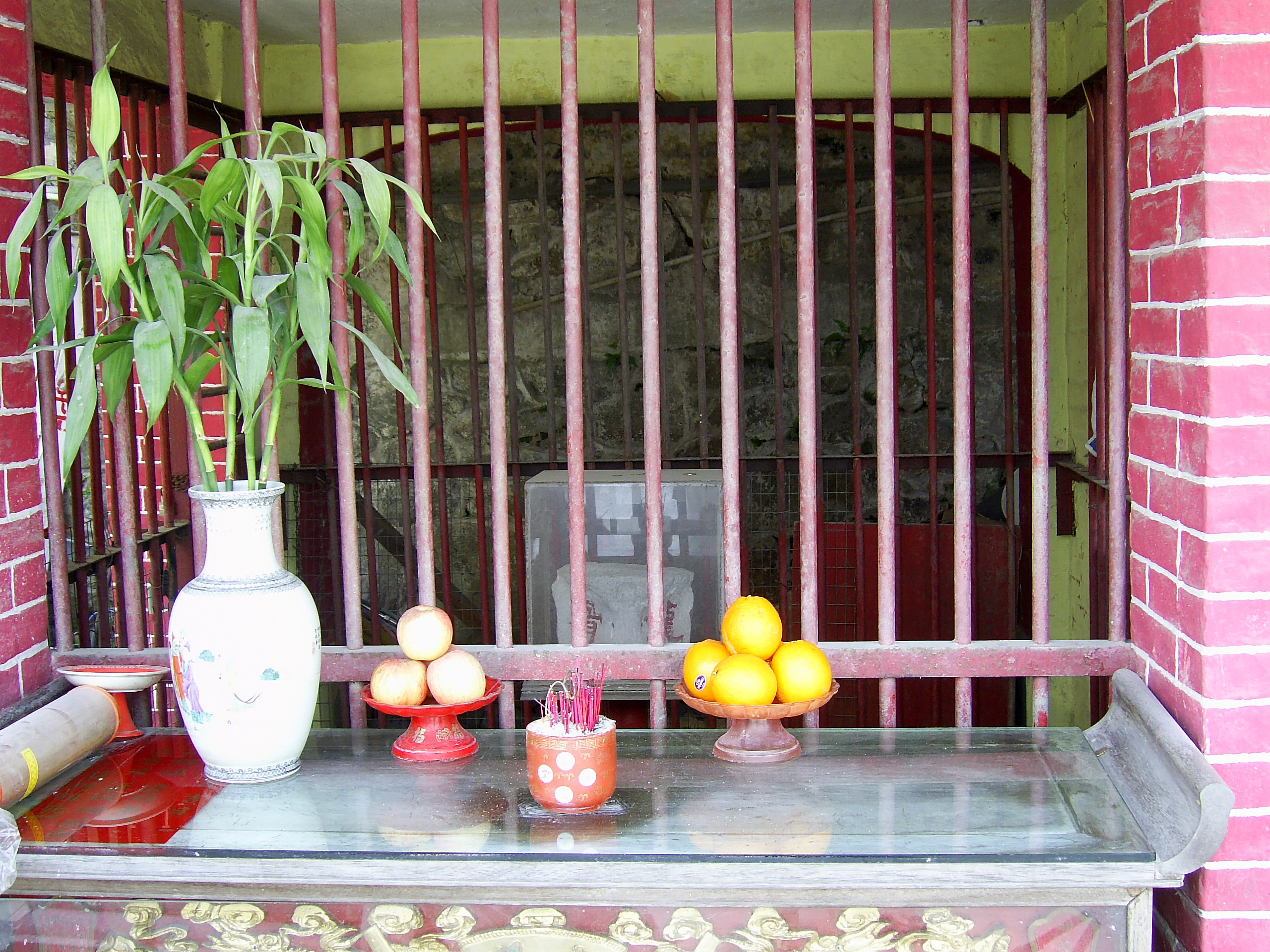
龍骨
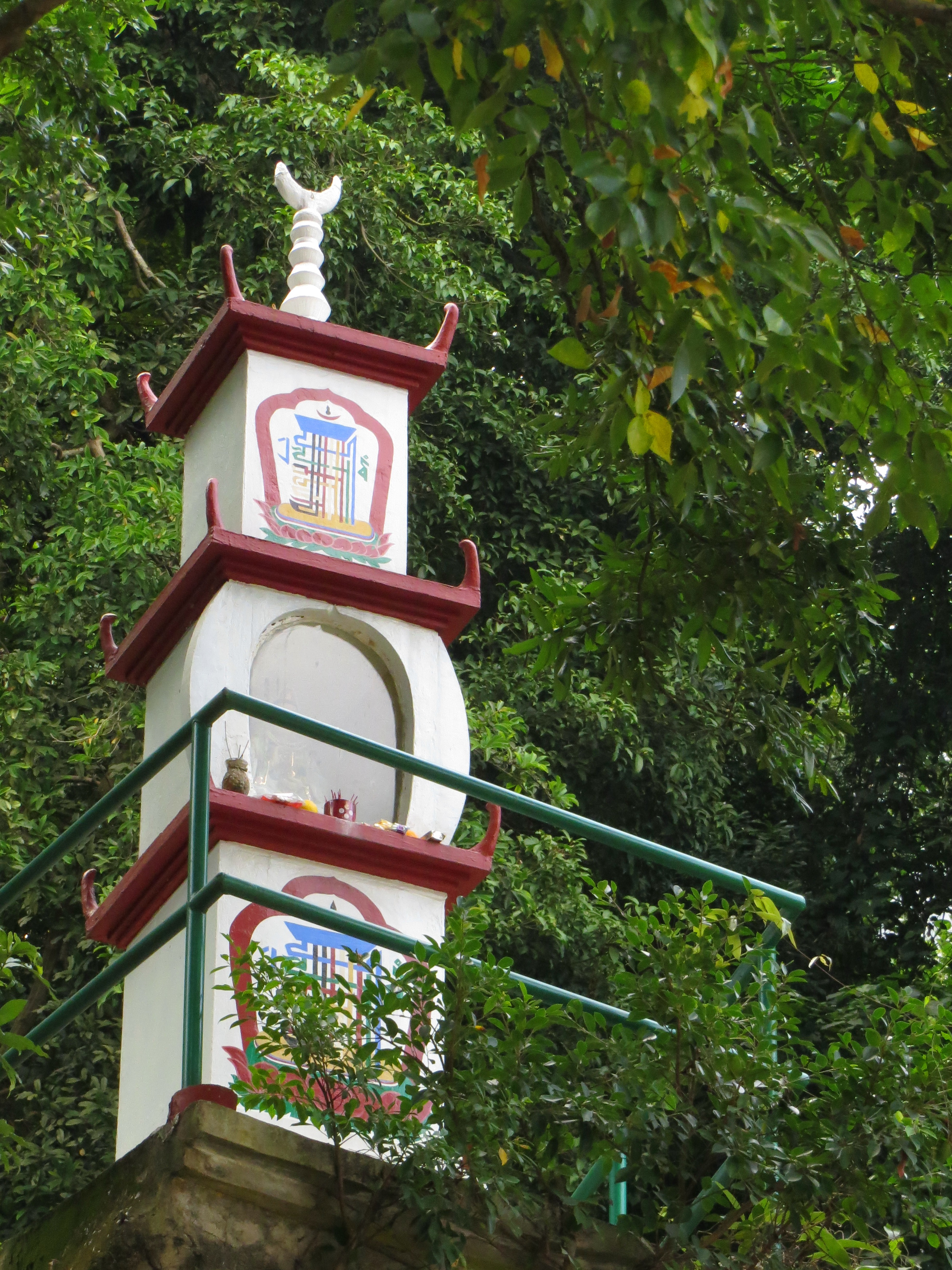
時輪金剛佛塔

## 外景場地

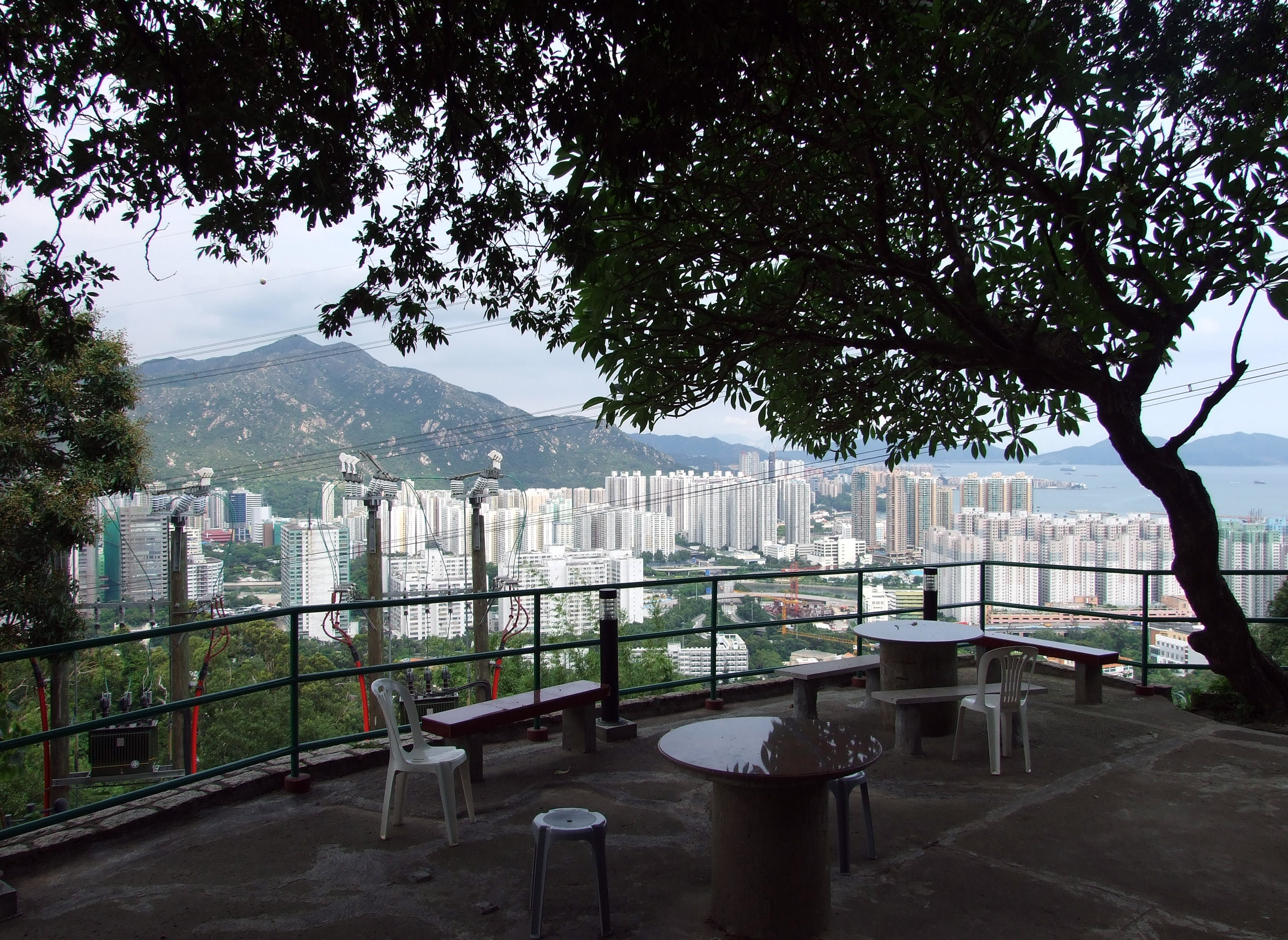
電影《龍爭虎鬥》拍攝場地

- 電影《龍爭虎鬥》：電影開首李小龍與喬宏的對話及與董瑋的切磋，均是在寺內拍攝。
- 電視劇《奸人堅》

## 外部連結
- 青山寺記錄影片 （页面存档备份，存于）
- 青山寺官網 （页面存档备份，存于）
- 福山堂：青山寺 （页面存档备份，存于）
- 青山禪院地圖 （页面存档备份，存于）